# Pretinha
Delma Gonçalves, genannt Pretinha (* 19. Mai 1975), ist eine ehemalige brasilianische Fußballspielerin.

## Karriere
Pretinha gehört zu den profiliertesten brasilianischen Fußballspielerinnen. Die nur 1,57 Meter große Spielerin wurde erstmals 1991 zur ersten Fußball-Weltmeisterschaft der Frauen in China nominiert und nahm seitdem abgesehen von der WM 2003 in den USA an allen Weltmeisterschaften einschließlich 2007 in China teil. Nur Kristine Lilly spielte bislang bei mehr Weltmeisterschaften. Bei der Fußball-Weltmeisterschaft der Frauen 1999 in den USA erzielte sie drei Tore beim 7:1-Sieg über Mexiko. Seit Januar 2006 spielt sie in Japan bei INAC Kōbe Leonessa, zuvor bei CR Vasco da Gama. 2009 ging sie zu Icheon Daekyo WFC, wo Pretinha 2017 ihre aktive Laufbahn beendete.
Größter sportlicher Erfolg war der Gewinn der Silbermedaille bei den Olympischen Spielen 2004 in Athen.